# Nîjnii Suhodil, Novoaidar
Nîjnii Suhodil (în ucraineană Нижній Суходіл) este un sat în comuna Ceabanivka din raionul Novoaidar, regiunea Luhansk, Ucraina.

## Demografie
Componența lingvistică a localității Nîjnii Suhodil
     Ucraineană (85,37%)
     Rusă (14,63%)
Conform recensământului din 2001, majoritatea populației localității Nîjnii Suhodil era vorbitoare de ucraineană (85,37%), existând în minoritate și vorbitori de rusă (14,63%).